# Drillia cydia
Drillia cydia är en snäckart som först beskrevs av Bartsch 1943.  Drillia cydia ingår i släktet Drillia och familjen Drilliidae. Inga underarter finns listade i Catalogue of Life.